# Decreto de Guerra a Muerte
El Decreto de Guerra a Muerte fue una declaración hecha por el general Simón Bolívar el 15 de junio de 1813 en la ciudad venezolana de Trujillo durante el desarrollo de la Campaña Admirable. La declaración viene precedida meses antes por el Convenio de Cartagena de Antonio Nicolás Briceño.
Este decreto significaba que los españoles y canarios que no participasen activamente en favor de la independencia venezolana se les daría la muerte, mientras que a los que lo hicieran "se les invita a vivir entre nosotros pacíficamente." Por otro lado, los americanos serían perdonados, incluso si cooperaban con las autoridades españolas. Además, añadía el objetivo de comprometer de forma irreversible a los individuos con la revolución.

## Influencia Haitiana en la Guerra a Muerte
La influencia de la Revolución Haitiana en el pensamiento político criollo estuvo marcada por el temor a una guerra racial como la ocurrida en Saint-Domingue. En 1806, Francisco de Miranda, precursor de la independencia venezolana, recaló brevemente en el puerto haitiano de Jacmel durante una expedición. Aunque recibió apoyo logístico, rechazó explícitamente el modelo haitiano. En un diálogo con el comandante Magloire Ambroise, Miranda defendió una revolución moderada, lo que provocó la célebre réplica de Ambroise: “Para que salga victoriosa su revolución, no hay sino dos cosas que hacer: ¡Cortar las cabezas de todos sus enemigos y prender fuego en todas partes!”. Miranda no aceptó esa vía, distanciándose del proceso haitiano. 
La represión realista llevó a la ejecución de diez prisioneros de Miranda tras su fallida expedición de 1806, o la persecución de criollos implicados en la conjura de los mantuanos (1808). En los años siguientes, el espectro de Haití siguió generando rechazo entre las élites criollas. Durante la Primera República venezolana (1810–1812), los levantamientos de esclavos y pardos realistas contra la república como el de Barlovento en 1812 fueron percibidos como el haitiano, un guerra de razas, siendo combatidos tanto por patriotas y autoridades coloniales. El historiador Juan Francisco Martínez Peria, explica que más allá de un clima de represión y temor no se registran masacres previas a la adopción de la Guerra a Muerte de 1813. 
En este contexto, el dirigente radical Antonio Nicolás Briceño, antiguo diputado republicano refugiado en Cartagena de Indias, elaboró en 1813 un manifiesto donde instaba a la eliminación de todos los españoles europeos en Venezuela. El documento, firmado por oficiales criollos, Haitianos y franceses, reinterpretaba la lucha como una guerra racial y contra el sistema imperial. Briceño tomaba explícitamente a Haití como modelo revolucionario, señalando:

"Mire Ud. a los negros de Santo Domingo (...), como han sostenido una guerra contra la gran Nación que da hoy leyes a toda Europa y nosotros caemos al imperio de cuatro tristes españoles (...). Pues (...) no ha sido otra (...) sino la guerra de muerte que los naturales (...) han declarado a todo francés (...)."

Este texto fue el primer escrito independentista criollo que reivindicó abiertamente el modelo haitiano como estrategia militar y política. El 15 de junio de 1813, Simón Bolívar proclamó el Decreto de Guerra a Muerte en Trujillo, ordenando la ejecución de todos los peninsulares que no apoyaran la independencia y ofreciendo perdón a los americanos. La medida representó una radicalización del conflicto en respuesta a la reconquista realista. El decreto buscaba movilizar a los sectores populares bajo liderazgo criollo, pero sin alterar las estructuras sociales del orden colonial como en el modelo Haitiano.

## Desarrollo de la Guerra a Muerte
En febrero de 1813, al concluir la campaña, Juan Bautista Arismendi, por órdenes de Bolívar, mandó a fusilar a 886 prisioneros españoles en Caracas. Para engrosar su número añadió inclusive a los enfermos en el hospital de La Guaira (cerca de 500 a 1000 entre los días 13 al 16 del mismo mes).
Bolívar escribió los detalles al Congreso de Nueva Granada. En consecuencia, entre 1815 y 1817 fueron implicados y sentenciados a muerte varios ciudadanos distinguidos de Nueva Granada, cabecillas de la revolución, siendo ajusticiados a manos del ejército pacificador venido con el general Pablo Morillo. La Declaración duró hasta el 26 de noviembre de 1820, cuando el general español Pablo Morillo Morillo se reunió con el general venezolano Simón Bolívar para concluir un Tratado de Armisticio y Regularización de la Guerra.